# Parafia Wniebowzięcia Najświętszej Maryi Panny w Milówce
Parafia Wniebowzięcia Najświętszej Maryi Panny w Milówce – parafia rzymskokatolicka znajdująca się w Milówce. Należy do dekanatu Milówka diecezji bielsko-żywieckiej. Erygowana w 1628. Kościołem parafialnym jest Kościół Wniebowzięcia Najświętszej Maryi Panny.